# Гроши (Кумёнский район)
 Гроши  — деревня в Кумёнском районе Кировской области в составе Вожгальского сельского поселения.

## География
Расположена у восточной окраины села Вожгалы.

## История
Известна с 1670 года как починок Останинской Дегова с 2 дворами, вотчина Никольской церкви. В 1764 году (починок Останинской Здегова) 51 житель, в 1802 6 дворов. В 1873 году (починок Останинской или Гроши) дворов 8 и жителей 93, в 1905 14 и 71, в 1926 (деревня Гроши или Останинский) 18 и 76, в 1950 14 и 51, в 1989 12 жителей. Настоящее название утвердилось с 1939 года. 

## Население
Постоянное население составляло 9 человек (русские 100%) в 2002 году, 15 в 2010.